# Léon Braquier
Léon Braquier, né à Verdun le 9 novembre 1854 et mort dans sa ville natale le 28 décembre 1936, est un industriel-confiseur français.

## Biographie
Né à Verdun le 9 novembre 1854, Léon-Émile Braquier est le fils de Thérèse Bonard (1820-1899) et de François Braquier (1819-1891), confiseur. Ce dernier avait créé deux ans plus tôt une fabrique de dragées. Sous le Second Empire, cette entreprise connaît un tel développement qu'elle doit bientôt être transférée sur un site plus grand, aux no 10 (1858) et 12 (1864) de la rue Mazel.
Industriel-confiseur depuis 1870, Léon Braquier s'associe en 1878 à Édouard Boivin, héritier d'une maison de confiserie verdunoise fondée en 1783. Les deux jeunes hommes établissent ainsi une nouvelle usine au château du Coulmier, avec un magasin de vente au no 17 du quai de la Comédie (puis au no 13 de la rue Beaurepaire à partir de 1913).
En 1887, Léon Braquier épouse Anna Leroux (1858-1929).
Après la mort de Boivin, survenue le 19 avril 1890, Braquier devient le seul dirigeant de l'entreprise du château du Coulmier.
Parmi les spécialités de la maison, il y a les « obus explosibles », inventés en 1882 par un frère aîné de Léon, François-Émile Braquier, dit Braquier-Simon (né en 1846). Il s'agit de bombes de table en chocolat contenant des dragées et des gadgets. Braquier réalise aussi des bouquets de dragées, dont certains ont été offerts à des chefs d’État tels que le président Sadi Carnot en 1892, ou le roi des Belges en 1897, à l'occasion de l'Exposition internationale de Bruxelles. Ces produits sont régulièrement primés et remportent notamment une médaille d'or à l'Exposition universelle de 1900.

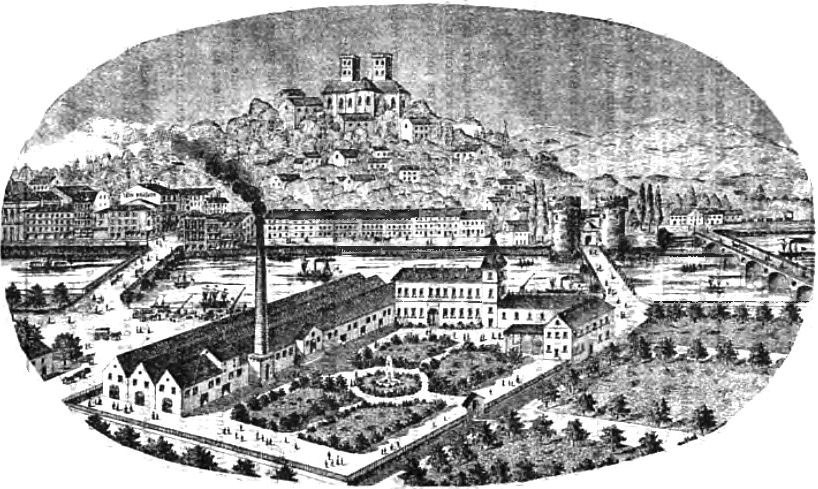
Vue de l'usine du château du Coulmier (vers 1900).
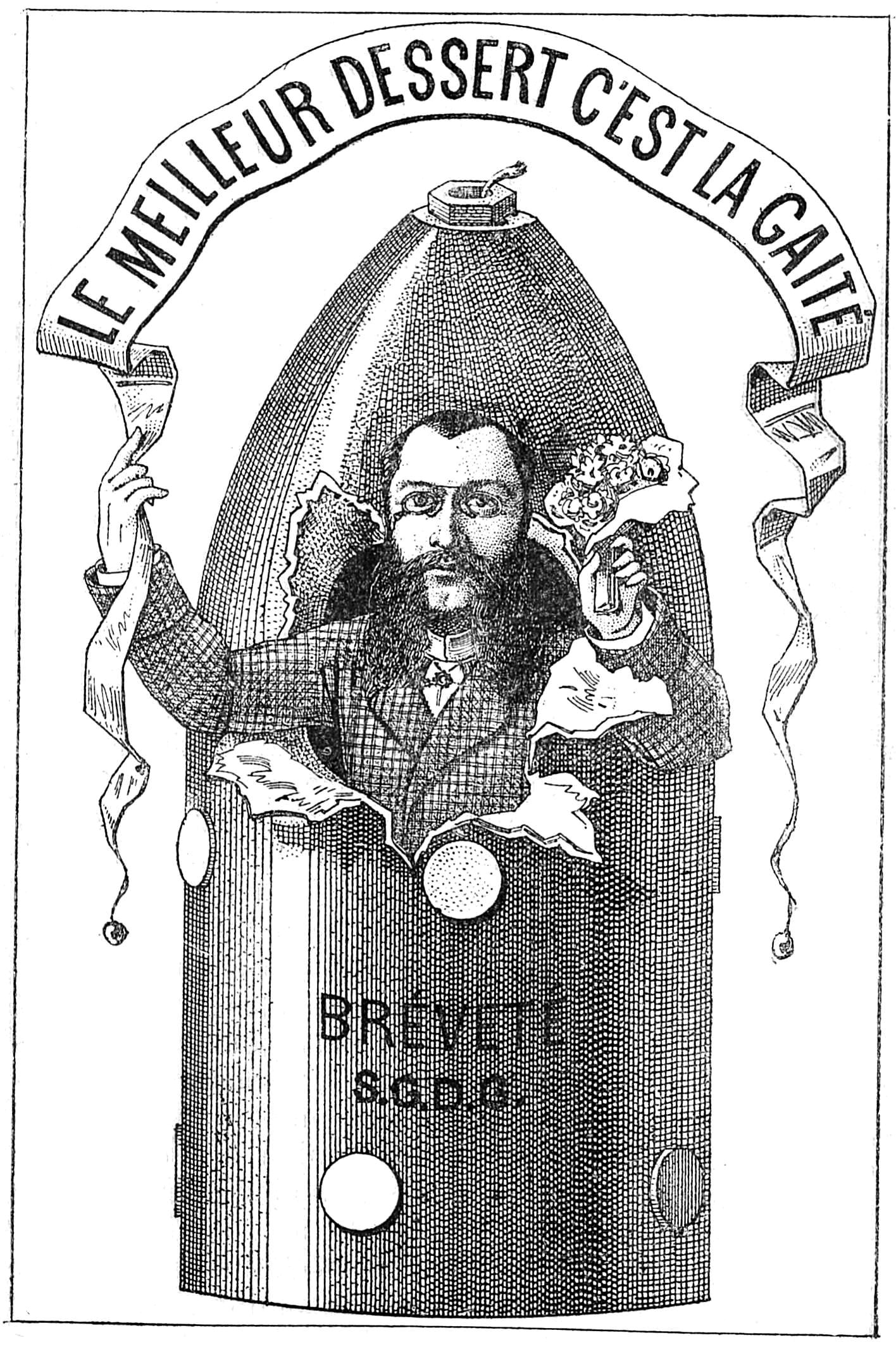
Braquier surgissant d'un de ses « obus explosibles » (d'après une publicité de 1891).
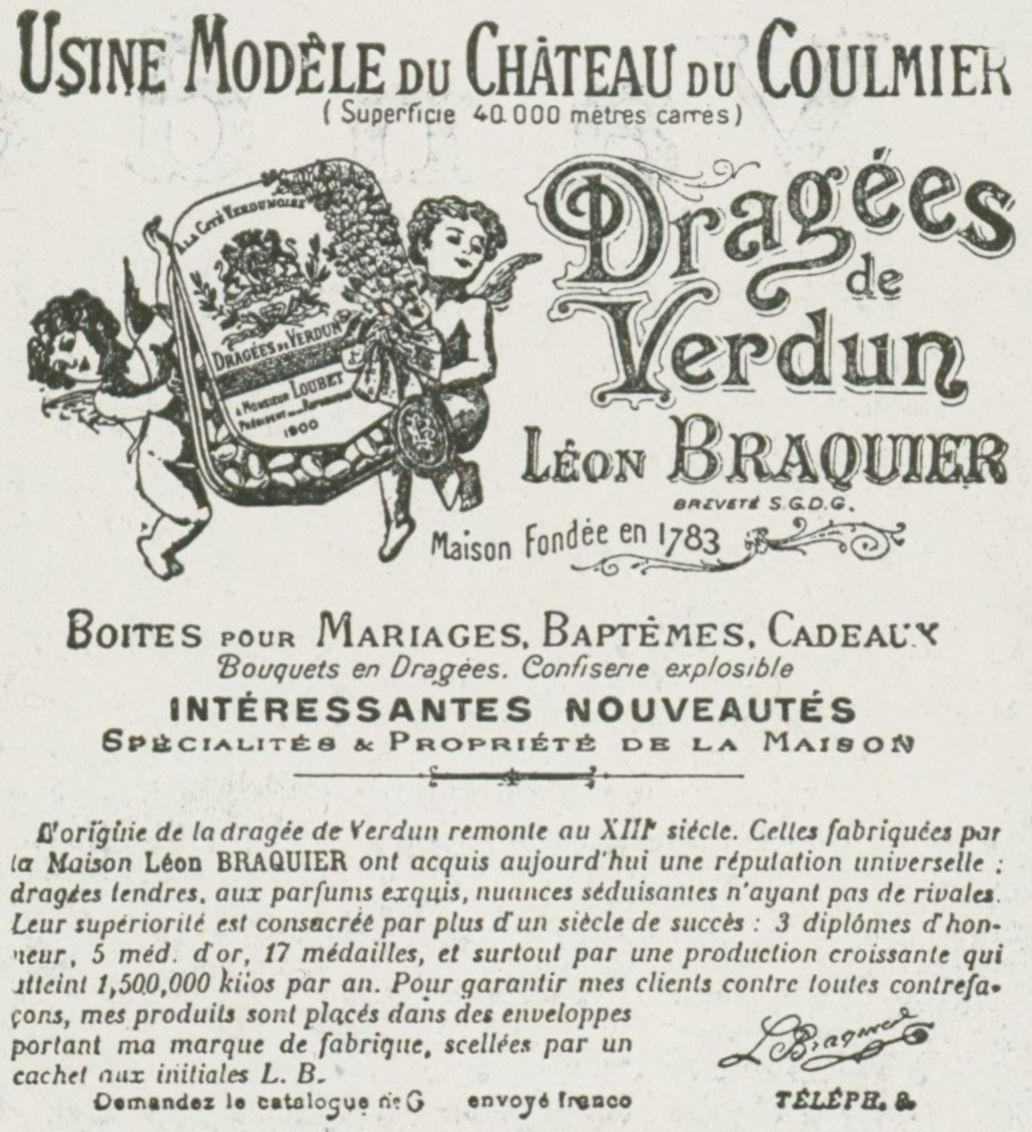
Publicité de 1905.

Conseiller municipal de Verdun à partir de 1896, Braquier se lie d'amitié avec son collègue Albert Noël. Ce dernier, devenu député de la Meuse en 1908, obtient que son ami soit décoré de la Légion d'honneur en 1913. Cette distinction récompense les nombreux engagements professionnels et civiques de l'industriel, qui a été juge (1894-1898) puis président du tribunal de commerce (1898-1902), membre de la chambre de commerce entre 1900 et 1929, délégué cantonal, conseiller d'arrondissement à partir de 1901 puis président du conseil d'arrondissement, à la suite de Noël, entre 1908 et 1925. Il a également été nommé officier d'académie en 1904 puis officier de l'Instruction publique en 1909.
Détruite au cours de la bataille de Verdun en 1916, l'usine du Coulmier est reconstruite après la guerre.
En 1921, Braquier prend sa retraite. Veuf et sans enfant, il confie les rênes de son entreprise à Henri Wouters. Il reste cependant administrateur de la nouvelle société anonyme, qui prend pour raison sociale « La Dragée de Verdun (anciens établissements L. Braquier) »,.
Léon Braquier meurt le 28 décembre 1936. Il est inhumé quelques jours plus tard au cimetière du Faubourg-Pavé en présence de nombreuses personnalités locales, dont Albert Noël et le député-maire Gaston Thiébaut.
Sous la raison sociale « Société Nouvelle des Établissements Braquier », déclarée en 2000, la maison Braquier et ses ateliers du Coulmier existent toujours en 2020.

## Distinctions
- Officier d'académie (1904)
- Officier de l'Instruction publique (1909)
- Chevalier de la Légion d'honneur (1913)